# Gustav Quentell

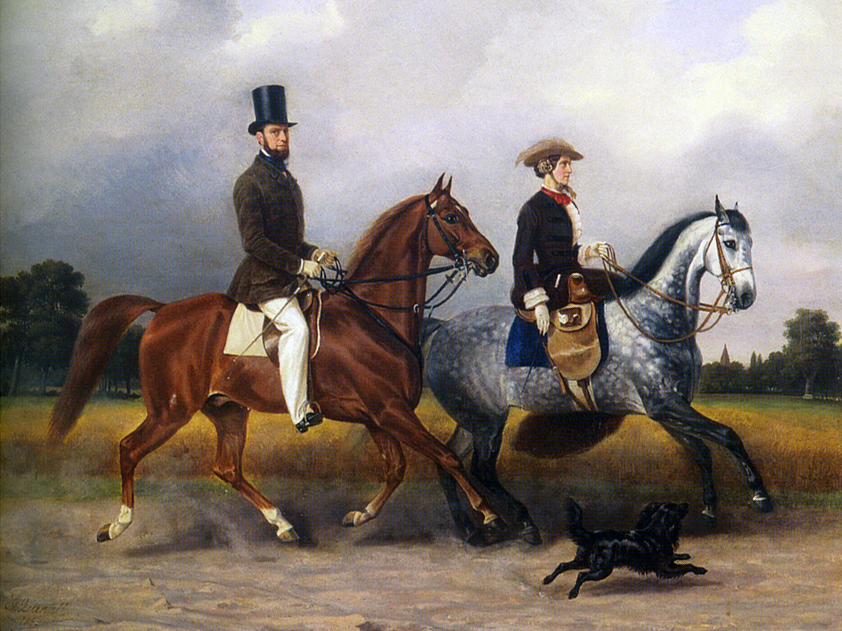
Johann Hermann Holler und seine Ehefrau Emma Sophie beim Ausritt in Oberneuland. Ölgemälde, 1853, Focke-Museum Bremen.

Gustav Quentell (* 5. März 1816 in Bremen; † 26. Oktober 1896 in Detmold) war aus Bremen stammender, in Detmold arbeitender Maler von Porträts und Tierbildern, insbesondere Pferdedarstellungen.

## Leben
Quentell war der Sohn des Kaufmanns und Weinhändlers Wilhelm Quentell (1784–1840) und seiner Frau Anna Louise Wilhelmine Rodewald (1794–1880). Er erhielt eine kaufmännische Ausbildung und war zunächst als Kaufmann tätig. Eine Reise nach Nordfrankreich soll ihn künstlerisch angeregt haben. Im Jahr 1840 nahm er Unterricht bei dem Kölner Tier- und Schlachtenmaler Simon Meister, studierte an der Akademie in Düsseldorf. Er lernte in Berlin den als Pferdemaler berühmten Franz Krüger und sein Werk kennen und studierte auch in Paris. Da seine Schwester den lippischen Hofmarschall Karl Friedrich August von Meyenbug geheiratet hatte, zog Quentell nach Detmold, eine Residenzstadt, in der Pferdezucht, Kavallerie und Marstall eine herausragende Rolle spielten. Da er zahlreiche Pferde des Fürstenhauses porträtierte, lag sein Atelier nahe dem Marstall zwischen dem Jägerhof und dem Heuhaus. Es wurde 1853 abgebrochen. Er lebte zeitweise in Bremen.
Das Œuvre Quentells ist nicht sonderlich umfangreich, mehrere Bilder befinden sich am Ort im Lippischen Landesmuseum. Gelegentlich malte er Pferde und andere Tiere in die Landschaften seines Malerfreundes Carl Rötteken. Quentell starb in Detmold.
Die Figur des Gustav Quentell in dem autobiographischen Roman Sommer in Lesmona (1956) von Magda Pauli hat mit dem hier behandelten Maler nichts zu tun, sondern ist ein Pseudonym für Gustav Kulenkampff.

## Werke in Auswahl
Gemälde

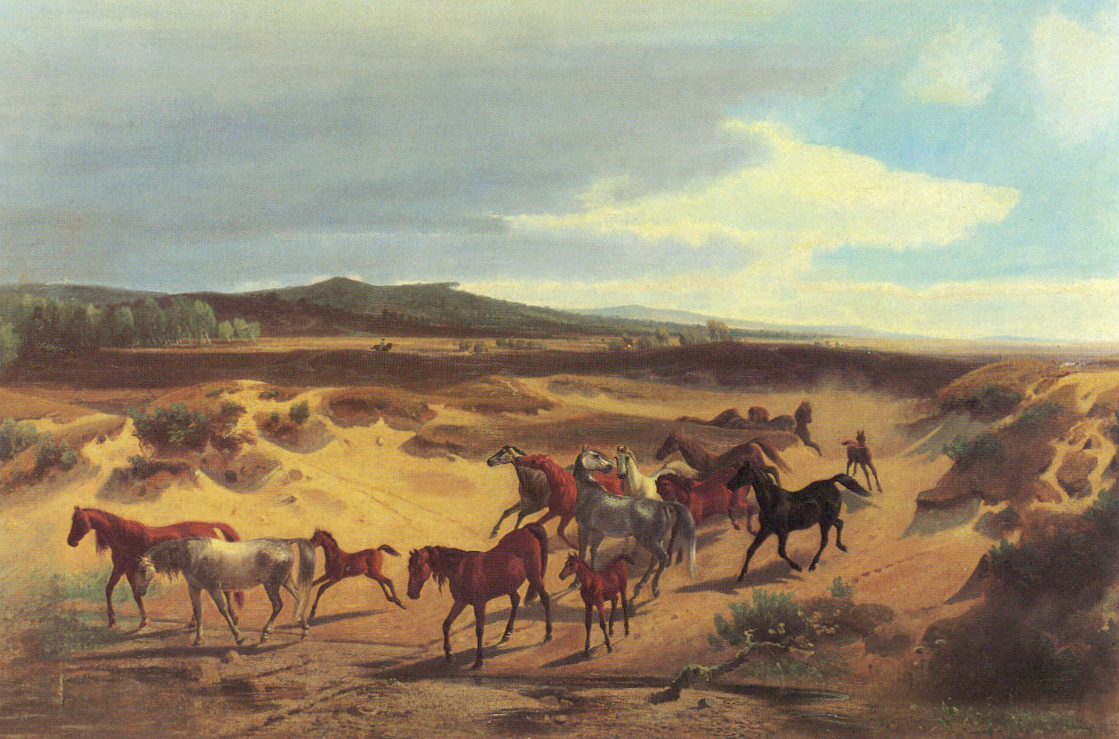
Gustav Quentell, Senner Pferde (zusammen mit Carl Rötteken), 1858, Lippisches Landesmuseum Detmold

- J. H. Holler und seine Frau beim Ausritt, 1853, Focke-Museum Bremen
- Erfrischung (Pferde an der Tränke), ehem. Kunsthalle Bremen
- Senner Pferde, zusammen mit Carl Rötteken,[3] 1858, Lippisches Landesmuseum Detmold
- Reiter vor dem Jagdschloss Lopshorn, dat. 1860, Lippisches Landesmuseum Detmold
- Zwei Tiger, um 1860, Lippisches Landesmuseum Detmold

Zeichnungen
- Bildnis Emanuel Geibel, um 1850, gestochen von August Semmler
- Lebensstadien eines Pferdes. 11 Zeichnungen, 1891, Lippische Landesbibliothek Detmold[4]